# L'Ajoupa-Bouillon
L'Ajoupa-Bouillon is een gemeente in Martinique en telde 1.756 inwoners in 2019. De oppervlakte bedraagt 12,30 km². Het bevindt zich ongeveer 25 km ten noorden van de hoofdstad Fort-de-France, en aan de flank van Mont Pelée.

## Geschiedenis
L'Ajoupa-Bouillon is vernoemd naar Jean Gobert sieur de Bouillon, een kolonist uit Languedoc die zich in de 17e eeuw in het gebied had gevestigd. Volgens overlevering had Bouillon een ajoupa (schuilhut) gebouwd langs de weg van Morne-Rouge naar Lorrain. De gemeente werd in 1889 opgericht. In 1902 werd het dorp verwoest door de uitbarsting van Mont Pelée, maar de kerk uit 1848 had het natuurgeweld weerstaan.

## Overzicht
L'Ajoupa-Bouillon ligt in een vallei waar acht rivieren doorheen stromen. Bij het dorp bevindt zich de waterval Saut Babin, en Gorges de la falaise, een ravijn die gevormd is door de Blanche-rivier. De rivier heeft meerdere stroomversnellingen en helder water dat geschikt is om in te zwemmen. Bij slecht weer is het gebied afgesloten.
Landbouw is een belangrijk onderdeel van de economie van L'Ajoupa-Bouillon. De belangrijkste producten zijn bananen en ananassen bestemd voor de export.
L'Ajoupa-Bouillon · Les Anses-d'Arlet · 
Basse-Pointe · Bellefontaine · 
Le Carbet · Case-Pilote · 
Le Diamant · Ducos · 
Fonds-Saint-Denis · Fort-de-France · Le François · 
Grand'Rivière · Le Gros-Morne · 
Le Lamentin · Le Lorrain · 
Macouba · Le Marigot · Le Marin · Le Morne-Rouge · Le Morne-Vert · 
Le Prêcheur · 
Rivière-Pilote · Rivière-Salée · Le Robert · 
Saint-Esprit · Saint-Joseph · Saint-Pierre · Sainte-Anne · Sainte-Luce · Sainte-Marie · Schœlcher · 
La Trinité · Les Trois-Îlets · 
Le Vauclin